# جبل المنيطرة
جَبَلُ المُنَيْطِرَة هو أحد جبال لبنان، يعد واحدا من سلسلة الجبال الغربية في لبنان.[بحاجة لمصدر] ويبلغ ارتفاعه حوالي ألفين وتسعمئة وأحد عشر مترا فوق مستوى سطح البحر.

## جغرافيا
يسجل لبنان الأوسط أقل ارتفاعاً من لبنان الشمالي، ويمتدّ من نهر إبراهيم وصولا إلى ظهر البيدر، ويحتوي على مجموعة من الأودية أهمها وادي نهر بيروت، ويُعتبر جبل المنيطرة أعلى قمة جبليّة موجودة فيه ويصل إلى ارتفاع 2807م، ويمرّ من خلاله خط سكة الحديد الواصلة بين بيروت ودمشق.

## مؤهلات وآفاق سياحية
يظهر شامخا وعربضا من بعيد بين جبال سلسلة الجبال الغربية في لبنان، تكسوه الثلوج معظم شهور السنة، كأعلى قمة جبلية في سلسلة الجبال الغربية. فجبل المنيطرة يتوفر على مؤهلات على مستوى الجذب سياحي،[بحاجة لمصدر] يمكن استثمارها في بلد الجبل والساحل، كي يساهم في تطوير المنتوج السياحي اللبناني من نوع «سياحة جبلية لبنانية» وكذلك في فصل الشتاء لعشاق الرياضات الشتوية، سواء من حيث استهداف السياحة الداخلية للمواطن اللبناني وتوفير منتجعات ترفيهية تساهم في خدمة مستوى الرفاهية وقطاع الخدمات السياحية وأهميتها في تحريك الاقتصادات المحلية، أو من حيث السياحة الأجنبية سواء الإقليمية أو الدولية وما لها من أهمية في جلب العملة الصعبة للبلاد.
فجبل المنيطرة يمكن له أن يشكل ثلاثيا متناسقا كأحد معالم جبال لبنان الغربية مع قرية المنيطرة الحبلية وقلعة المنيطرة القديمة التي مازالت واقفة بين إحدى الممرات الجبلية في لبنان، غير بعيد عن أفقا. وكانت من اقطاعات كونتية طرابلس. وفي موضعه توجد اليوم قرية باسم المنيطرة. رممها نور الدين عام 1166. واسمها بالعربية «منيطرة» يعني مركز صغير للمراقبة.